# Drôme Classic
La Drôme Classic è una corsa in linea maschile di ciclismo su strada che si tiene annualmente nel dipartimento della Drôme, nel sud della Francia. Nata nel 2013, la prima edizione non si svolse a causa di una fitta nevicata; l'anno successivo si corse la prima edizione della manifestazione. Fa parte del circuito UCI ProSeries, classe 1.1.

## Albo d'oro
Aggiornato all'edizione 2025.
| Anno                        | Vincitore                       | Secondo                         | Terzo                           |
| La Drôme Classic            | La Drôme Classic                | La Drôme Classic                | La Drôme Classic                |
| --------------------------- | ------------------------------- | ------------------------------- | ------------------------------- |
| 2013                        | non disputata per meteo avverso | non disputata per meteo avverso | non disputata per meteo avverso |
| Valence Drôme Classic       |                                 |                                 |                                 |
| 2014                        | Romain Bardet                   | Sébastien Delfosse              | Gianni Meersman                 |
| La Drôme Classic            |                                 |                                 |                                 |
| 2015                        | Samuel Dumoulin                 | Fabio Felline                   | Sébastien Delfosse              |
| Royal Bernard Drôme Classic |                                 |                                 |                                 |
| 2016                        | Petr Vakoč                      | Jan Bakelants                   | Arthur Vichot                   |
| 2017                        | Sébastien Delfosse              | Arthur Vichot                   | Jan Bakelants                   |
| 2018                        | Lilian Calmejane                | Jhonatan Narváez                | Bob Jungels                     |
| 2019                        | Alexis Vuillermoz               | Valentin Madouas                | Warren Barguil                  |
| 2020                        | Simon Clarke                    | Warren Barguil                  | Vincenzo Nibali                 |
| 2021                        | Andrea Bagioli                  | Daryl Impey                     | Mikkel Honoré                   |
| Drôme Classic               |                                 |                                 |                                 |
| 2022                        | Jonas Vingegaard                | Guillaume Martin                | Benoît Cosnefroy                |
| 2023                        | Anthony Perez                   | Rui Costa                       | Andrea Bagioli                  |
| Faun Drôme Classic          |                                 |                                 |                                 |
| 2024                        | Marc Hirschi                    | Juan Ayuso                      | Maxim Van Gils                  |
| 2025                        | Juan Ayuso                      | Mattias Skjelmose               | Ben Tulett                      |